# Berg bei Neumarkt in der Oberpfalz
Berg bei Neumarkt in der Oberpfalz (eller: Berg b.Neumarkt i.d.OPf.) er en kommune i Landkreis Neumarkt in der Oberpfalz i Oberpfalz i den tyske delstat Bayern.

## Landsbyer og bebyggelser
| - Berg - Beckenhof - Bischberg - Burkertshof - Gebertshof - Gnadenberg - Gspannberg - Haimburg - Häuselstein - Haslach - Hausheim - Irleshof | - Kadenzhofen - Kettenbach - Kleinvoggenhof - Langenthal - Loderbach - Mauertsmühle - Meilenhofen - Mitterrohrenstadt - Oberölsbach - Oberrohrenstadt - Oberwall - Reicheltshofen | - Reichenholz - Richtheim - Riebling - Rührersberg - Sindlbach - Stöckelsberg - Unterölsbach - Unterrohrenstadt - Unterwall - Wünricht |

(kursiv markerer at det er en tidligere selvstændig kommune)

## Beliggenhed
Landsbyen Berg ligger ved motorvej A3, ca. 30 km fra Nürnberg og ca. 70 km fra Regensburg. Berg ligger cirka 6 km nord for landkreisens hovedby Neumarkt in der Oberpfalz. Ludwig-Donau-Main-Kanal løber gennem kommunen , og dens højeste punkt ligger her. Det er et yndet rekreationsområde med vandre- og cykelruter.

## Seværdigheder
- Schloss Berg
- Schloss Rohrenstadt
- Borgruinen Haimburg
- Ruinen efter Birgittinerklosteret Gnadenberg